# 科学技術・イノベーション基本法
科学技術・イノベーション基本法（かがくぎじゅつイノベーションきほんほう、平成7年11月15日法律第130号）は、日本の科学技術政策に関する法律である。法律名が制定時の「科学技術基本法」から現行の「科学技術・イノベーション基本法」へ改正された（2021年4月1日施行）。
科学技術基本計画自体は5年に一度、この法律にしたがい策定されている。

## 沿革
日本学術会議は、1962年（昭和37年）5月、政府に対して、『科学研究基本法の制定について』と題する勧告を行っている。そのなかで、「人文・社会および自然科学の調和のとれた発達」の必要性に言及している。学術会議は、1967年10月にも、政府に対して、『科学技術基本法案について』の申し入れを行っている。そこでは、当時政府が構想していた科学技術基本法案（国会上程は1968年）が主として自然科学の分野に係る科学技術の振興のみを人文・社会科学および自然科学の調和のとれた発展を実現する見地から、「科学研究基本法」の制定を政府に勧告している。
1968年（昭和43年）2月28日に第58回国会に科学技術庁により「科学技術基本法案」が提出され、第60国会まで継続審議になったが、廃案となった。後に、1993年に議員立法の提出者となった尾身幸次議員は、日本学術会議や日本社会党の反対で頓挫したとしているが、上記の経緯を踏まえれば、日本学術会議は、単純な反対ではなく、採決にいたらなかったため、政党別の賛否について公式の記録はない。また、その後25年政府から再度の提案はなく、積極的推進はされていなかった。
1993年（平成5年）に自由民主党科学技術部会長に就任した科学技術庁出身の尾身幸次議員により制定が推進され、自民党、社会党、新党さきがけ及び新進党の4党共同提案の議員立法により成立した。なお、国会において衆参両院とも全会一致であった。
1995年（平成7年）11月15日に「科学技術基本法」が施行された。その後、科学技術基本計画の策定に関与する機関についての改正がされた。

## 目的
この法律は、科学技術（人文科学のみに係るものを除く。以下同じ。）の振興に関する施策の基本となる事項を定め、科学技術の振興に関する施策を総合的かつ計画的に推進することにより、我が国における科学技術の水準の向上を図り、もって我が国の経済社会の発展と国民の福祉の向上に寄与するとともに世界の科学技術の進歩と人類社会の持続的な発展に貢献することを目的とする。（改正前第1条）
基本法は科学技術・イノベーション基本計画の策定を義務づけている。

## 所轄官庁
- 内閣府